# Sericopsothrips palloris
Sericopsothrips palloris är en insektsart som beskrevs av Ian A. Hood 1936. Sericopsothrips palloris ingår i släktet Sericopsothrips och familjen smaltripsar. Inga underarter finns listade i Catalogue of Life.